# Morti il 2 aprile
| Questa pagina contiene informazioni ricavate automaticamente dalle voci biografiche con l'ausilio del template Bio e di un bot. L'aggiornamento è periodico e automatico e ricostruisce completamente la pagina. Se manca una persona in questa lista, sei pregato di non aggiungerla, ma accertati piuttosto che la sua voce biografica contenga il template Bio e che i dati anagrafici siano correttamente compilati. Se il template Bio manca, inseriscilo tu stesso o, in alternativa, metti l'avviso {{tmp\|Bio}} che ne segnala la mancanza. Se i dati riportati sono sbagliati, correggi direttamente la voce biografica; le modifiche saranno visibili in questa lista entro pochi giorni. Per chiarimenti vedi il progetto biografie. La lista contiene solo le 506 persone che sono citate nell'enciclopedia e per le quali è stato implementato correttamente il template Bio. Pagina aggiornata al 17 ago 2025. |

## IV secolo(1)
- 307 - Teodosia di Cesarea, santa romana (n. 289)

## V secolo(1)
- 432 - Giovanni I di Napoli, vescovo italiano

## VI secolo(2)
- 554 - Vittore di Capua, vescovo e santo italiano
- 573 - Nicezio di Lione, arcivescovo franco (n. 513)

## VII secolo(1)
- 670 - Al-Hasan ibn Ali, califfo (n. 624)

## X secolo(2)
- 930 - Ademaro d'Angoulême, conte
- 991 - Barda Sclero, generale bizantino

## XI secolo(1)
- 1075 - Al-Qa'im, califfo (n. 1001)

## XII secolo(3)
- 1118 - Baldovino I di Gerusalemme, cavaliere medievale franco
- 1160 - Beatrice II di Quedlinburg, badessa tedesca
- 1182 - Ulrico di Treven, patriarca cattolico tedesco

## XIII secolo(1)
- 1272 - Riccardo di Cornovaglia, re (n. 1209)

## XIV secolo(5)
- 1305 - Giovanna I di Navarra, regina (n. 1273)
- 1307 - Costantino Meliteniota, scrittore bizantino
- 1328 - Agostino Trionfi, teologo e scrittore italiano (n. 1275)
- 1335 - Enrico di Carinzia e Tirolo, nobile italiano
- 1335 - Giovanni II di Namur, marchese (n. 1311)

## XV secolo(5)
- 1412 - Ruy González de Clavijo, scrittore, diplomatico e esploratore spagnolo
- 1416 - Ferdinando I d'Aragona, re (n. 1380)
- 1440 - Giovanni Maria Vitelleschi, condottiero e cardinale italiano
- 1466 - Giovanni Barozzi, cardinale e patriarca cattolico italiano (n. 1420)
- 1479 - Berardo Eroli, cardinale e giurista italiano (n. 1409)

## XVI secolo(15)
- 1502 - Arturo Tudor, principe britannico (n. 1486)
- 1507 - Francesco da Paola, religioso italiano (n. 1416)
- 1511 - Bernardo VII di Lippe, sovrano tedesco (n. 1428)
- 1559 - Antonio Vignali, scrittore e poeta italiano (n. 1500)
- 1565 - Elizabeth Brooke, nobildonna inglese (n. 1526)
- 1571 - Pedro Afán de Ribera, duca (n. 1509)
- 1573 - Ottone di Waldburg, cardinale e vescovo cattolico tedesco (n. 1514)
- 1576 - Giovan Battista Bertani, architetto italiano (n. 1516)
- 1580 - Jerónimo Nadal, gesuita e teologo spagnolo (n. 1507)
- 1582 - Ichijō Nobutatsu, militare giapponese (n. 1539)
- 1582 - Marco Mantova Benavides, umanista e giurista italiano (n. 1489)
- 1582 - John Payne, presbitero inglese (n. 1550)
- 1590 - Elisabetta di Sassonia, principessa sassone (n. 1552)
- 1595 - Pasquale Cicogna, doge (n. 1509)
- 1597 - Blas Valera, gesuita e scrittore peruviano (n. 1545)

## XVII secolo(16)
- 1614 - Enrico I di Montmorency, nobile e militare francese (n. 1534)
- 1615 - Tsutsui Sadatsugu, militare giapponese (n. 1562)
- 1630 - George Talbot, IX conte di Shrewsbury, presbitero inglese (n. 1566)
- 1631 - Nicolò Contarini, doge (n. 1553)
- 1634 - Virginia Galilei, religiosa italiana (n. 1600)
- 1639 - Giovan Domenico Peri, poeta e drammaturgo italiano (n. 1564)
- 1640 - Paul Fleming, poeta e medico tedesco (n. 1609)
- 1640 - Maciej Kazimierz Sarbiewski, poeta polacco (n. 1592)
- 1641 - Giorgio di Brunswick-Lüneburg, duca (n. 1582)
- 1657 - Ferdinando III d'Asburgo, imperatore (n. 1608)
- 1657 - Jean-Jacques Olier, presbitero francese (n. 1608)
- 1672 - Pietro Calungsod, missionario e santo filippino
- 1672 - Diego Luis de San Vitores, presbitero e gesuita spagnolo (n. 1627)
- 1675 - Heinrich Wilhelm von Starhemberg, nobile, diplomatico e militare austriaco (n. 1593)
- 1686 - Baltasar de la Cueva Enríquez, spagnolo (n. 1626)
- 1691 - Charles François d'Angennes, corsaro, nobile e funzionario francese (n. 1648)

## XVIII secolo(20)
- 1701 - Henry Howard, VII duca di Norfolk, nobile e militare inglese (n. 1655)
- 1706 - Giuseppe Girolamo Semenzi, presbitero, scrittore e storico italiano (n. 1645)
- 1707 - Gérard Edelinck, pittore e incisore fiammingo (n. 1640)
- 1709 - Giovan Battista Gaulli, pittore italiano (n. 1639)
- 1721 - Luigi Garzi, pittore italiano (n. 1638)
- 1721 - Tommaso Niccolò d'Aquino, poeta italiano (n. 1665)
- 1726 - Pietro VI di Alessandria, vescovo cristiano orientale egiziano
- 1736 - Étienne Allegrain, pittore francese (n. 1644)
- 1737 - Atike Sultan, principessa ottomana (n. 1712)
- 1747 - Johann Jacob Dillenius, botanico tedesco (n. 1684)
- 1755 - Jan Aalmis, pittore e ceramista olandese (n. 1674)
- 1774 - Simon François Ravenet, incisore francese (n. 1706)
- 1782 - Giuseppe Vignoli, vescovo cattolico italiano (n. 1710)
- 1782 - Carl Heinrich von Wedel, generale e politico prussiano (n. 1712)
- 1784 - Balthazard Marie Émérigon, giurista francese (n. 1716)
- 1785 - Gabriel Bonnot de Mably, filosofo e politico francese (n. 1709)
- 1786 - Jacob Magnus Sprengtporten, generale e politico finlandese (n. 1727)
- 1787 - Francesco Saverio Clavigero, gesuita, docente e storico messicano (n. 1731)
- 1787 - Thomas Gage, generale britannico (n. 1719)
- 1791 - Honoré Gabriel Riqueti de Mirabeau, politico, scrittore e diplomatico francese (n. 1749)

## XIX secolo(68)
- 1801 - Albert de Thurah, militare e marinaio danese (n. 1761)
- 1802 - Luigi Pianazzi, vescovo cattolico e missionario italiano (n. 1743)
- 1803 - Hieronymus van Alphen, poeta e scrittore olandese (n. 1746)
- 1807 - Balthasar Anton Dunker, pittore e incisore tedesco (n. 1746)
- 1815 - Leopoldo da Gaiche, presbitero italiano (n. 1732)
- 1815 - Angelo Quaglio il Vecchio, pittore, grafico e litografo tedesco (n. 1778)
- 1820 - Thomas Brown, filosofo e medico scozzese (n. 1778)
- 1822 - Uesugi Harunori, giapponese (n. 1751)
- 1824 - Niccolò Contestabile, pittore italiano (n. 1759)
- 1825 - Pedro Antonio Olañeta, militare spagnolo (n. 1770)
- 1827 - Ludwig Heinrich Bojanus, medico e naturalista tedesco (n. 1776)
- 1828 - Heinrich Ludwig Lehmann, scrittore tedesco (n. 1754)
- 1828 - William Phillips, geologo britannico (n. 1775)
- 1829 - Federico VI d'Assia-Homburg, nobile tedesco (n. 1769)
- 1830 - Giulio Maria della Somaglia, cardinale italiano (n. 1744)
- 1832 - Ottavio Zollio, vescovo cattolico italiano (n. 1760)
- 1835 - Antonio Vittorio d'Asburgo-Lorena, nobile (n. 1779)
- 1839 - Enrico Milliet di Faverges, generale e nobile italiano (n. 1775)
- 1839 - Domenico Tuoc, presbitero vietnamita (n. 1775)
- 1840 - Michele Placucci, storico e scrittore italiano (n. 1782)
- 1841 - Francesco Fuoco, filologo, economista e presbitero italiano (n. 1774)
- 1841 - Gustav von Rauch, generale prussiano (n. 1774)
- 1847 - Giulio Ferrario, presbitero, storico e scrittore italiano (n. 1767)
- 1851 - Giuseppe Bonolis, pittore italiano (n. 1800)
- 1851 - Jessadabodindra, sovrano siamese (n. 1787)
- 1855 - Jean-François Croizier, vescovo cattolico francese (n. 1787)
- 1856 - Stanisław Kostka Zamoyski, nobile e politico polacco (n. 1775)
- 1860 - Elisabetta Vendramini, religiosa italiana (n. 1790)
- 1861 - Peter Georg Bang, politico e giurista danese (n. 1797)
- 1864 - Johann Nepomuk Berger della Pleisse, militare austriaco (n. 1768)
- 1864 - Ildegarda di Baviera, principessa tedesca (n. 1825)
- 1865 - Richard Cobden, politico e economista britannico (n. 1804)
- 1865 - Ambrose Powell Hill, militare statunitense (n. 1825)
- 1865 - Diodato Stoppani, patriota italiano (n. 1838)
- 1867 - Emilia di Schwarzburg-Sondershausen, principessa tedesca (n. 1800)
- 1869 - Christian Erich Hermann von Meyer, paleontologo tedesco (n. 1801)
- 1871 - Francisco Javier de Istúriz, politico e diplomatico spagnolo (n. 1790)
- 1872 - Samuel Morse, pittore, inventore e storico statunitense (n. 1791)
- 1873 - Malika Jahan Khanum, sovrana persiana (n. 1805)
- 1875 - Francesco Coll Guitart, presbitero spagnolo (n. 1812)
- 1875 - Francesco Giuseppe di Nassau-Weilburg, principe tedesco (n. 1859)
- 1876 - Cristiano Lobbia, militare, politico e ingegnere italiano (n. 1826)
- 1877 - Charles-François Knébel, pittore svizzero (n. 1810)
- 1878 - Cuthbert Ottaway, calciatore inglese (n. 1850)
- 1879 - Luigi Bonazzi, storico e attore teatrale italiano (n. 1811)
- 1879 - Carl Göring, scacchista e filosofo tedesco (n. 1841)
- 1882 - Jules Crevaux, esploratore francese (n. 1847)
- 1883 - Emmanuele Borgatta, pianista e compositore italiano (n. 1809)
- 1885 - James Edward Alexander, esploratore scozzese (n. 1803)
- 1885 - Justo Rufino Barrios Auyón, politico guatemalteco (n. 1835)
- 1885 - Hugh Cairns, I conte Cairns, politico e nobile britannico (n. 1819)
- 1885 - Victor Gélu, poeta e scrittore francese (n. 1806)
- 1888 - Cesare Cabella, politico e avvocato italiano (n. 1807)
- 1888 - Marcus Aurelius Root, fotografo statunitense (n. 1808)
- 1889 - Cirillo Emiliano Monzani, storico e politico italiano (n. 1823)
- 1889 - Pietro Pollini, avvocato e politico svizzero (n. 1828)
- 1889 - Bartolomeo Veratti, giurista, giornalista e filologo italiano (n. 1809)
- 1891 - Albert Pike, generale, avvocato e scrittore statunitense (n. 1809)
- 1891 - Augustin Pouyer-Quertier, politico e imprenditore francese (n. 1820)
- 1893 - Giacomo Giacopelli, pittore e scenografo italiano (n. 1808)
- 1894 - Charles Brown-Sequard, fisiologo e neurologo britannico (n. 1817)
- 1894 - Jeanne Deroin, giornalista e attivista francese (n. 1805)
- 1894 - Achille Vianelli, pittore e incisore italiano (n. 1803)
- 1895 - Ignazio Villa, scultore e pittore italiano (n. 1813)
- 1896 - Theodore Robinson, pittore statunitense (n. 1852)
- 1897 - Federico Stefani, storico, archivista e patriota italiano (n. 1827)
- 1898 - Salomon Stricker, patologo austriaco (n. 1834)
- 1900 - Gustaf Åkerhielm, politico svedese (n. 1833)

## XX secolo(207)
- 1904 - Giuseppe Porro, archivista italiano (n. 1835)
- 1905 - Gustave Delahante, imprenditore francese (n. 1816)
- 1909 - André Alavoine, attivista francese (n. 1843)
- 1910 - Boyd Alexander, esploratore, ornitologo e ufficiale inglese (n. 1873)
- 1914 - Paul Johann Ludwig Heyse, scrittore, poeta e drammaturgo tedesco (n. 1830)
- 1917 - Vincenzo Arbarello, militare italiano (n. 1874)
- 1922 - Alvaro Fantozzi, antifascista italiano (n. 1893)
- 1922 - Hermann Rorschach, psichiatra svizzero (n. 1884)
- 1923 - William Hurrell Mallock, romanziere e economista britannico (n. 1849)
- 1923 - Michel Théato, maratoneta lussemburghese (n. 1878)
- 1924 - Bernardo Valentim Moreira de Sá, violinista, musicologo e direttore d'orchestra portoghese (n. 1853)
- 1924 - Maximilián Pirner, pittore ceco (n. 1854)
- 1924 - Eugenius Warming, botanico danese (n. 1841)
- 1925 - Michael Culme-Seymour, IV Baronetto, ammiraglio inglese (n. 1867)
- 1925 - Giacomo Lumbroso, archeologo, storico e glottologo italiano (n. 1844)
- 1925 - Mauro Serafini, abate italiano (n. 1859)
- 1927 - Ottokár Prohászka, vescovo cattolico ungherese (n. 1858)
- 1928 - Theodore William Richards, chimico statunitense (n. 1868)
- 1928 - Raffaello Romanelli, scultore italiano (n. 1856)
- 1930 - Zauditù d'Etiopia, imperatrice etiope (n. 1876)
- 1932 - Rose Coghlan, attrice britannica (n. 1851)
- 1932 - Thomas Jefferson, attore statunitense (n. 1856)
- 1933 - Bartolomeo Asquasciati, alpinista italiano (n. 1877)
- 1933 - Paul Biensfeldt, attore tedesco (n. 1869)
- 1933 - George Calnan, schermidore statunitense (n. 1900)
- 1933 - Ranjitsinhji Vibhoji, principe, crickettista e politico indiano (n. 1872)
- 1933 - Luigi Salsi, ingegnere, dirigente sportivo e editore italiano (n. 1889)
- 1934 - Luigi Simonetta, medico e politico italiano (n. 1861)
- 1935 - Pasquale Gioia, vescovo cattolico italiano (n. 1872)
- 1936 - Alberico Albricci, generale e politico italiano (n. 1864)
- 1936 - Vera Esbøll, attrice danese (n. 1892)
- 1936 - Jean Baptiste Eugène Estienne, ingegnere francese (n. 1860)
- 1937 - Edward Laemmle, regista e produttore cinematografico statunitense (n. 1887)
- 1937 - Cécile Tormay, scrittrice, attivista e traduttrice ungherese (n. 1876)
- 1938 - Antonio Bortone, scultore italiano (n. 1844)
- 1939 - Wawrzyniec Teisseyre, geologo polacco (n. 1860)
- 1940 - Helen Fouché Gaines, crittologa statunitense (n. 1888)
- 1940 - József Majláth, nobile, politico e organista ungherese (n. 1858)
- 1941 - Livio Bassi, ufficiale e aviatore italiano (n. 1918)
- 1941 - Ugo Del Curto, militare e aviatore italiano (n. 1915)
- 1941 - Ruggero Vitrani, militare italiano (n. 1908)
- 1942 - Gaetano Canelles, poeta e magistrato italiano (n. 1876)
- 1942 - Matti Markkanen, ginnasta finlandese (n. 1887)
- 1944 - Paul-Ludwig Landsberg, filosofo tedesco (n. 1901)
- 1944 - Emilio Marchi, militare e aviatore italiano (n. 1917)
- 1944 - Albin Wolf, aviatore tedesco (n. 1920)
- 1945 - Vilmos Apor, vescovo cattolico ungherese (n. 1892)
- 1945 - Rudolf Breithaupt, pianista e musicologo tedesco (n. 1873)
- 1945 - Luigi Cappello, partigiano e antifascista italiano (n. 1924)
- 1945 - Carlo Chiesa, partigiano italiano (n. 1891)
- 1945 - Aristide Sarti, aviatore italiano (n. 1917)
- 1946 - Kate Bruce, attrice statunitense (n. 1860)
- 1946 - Mario Nomis di Cossilla, militare e politico italiano (n. 1874)
- 1947 - Maria Duchêne, contralto francese (n. 1883)
- 1948 - Sabahattin Ali, scrittore, poeta e giornalista turco (n. 1907)
- 1948 - Biagio Biagetti, pittore italiano (n. 1877)
- 1948 - Arrigo Lorenzi, geografo italiano (n. 1874)
- 1949 - Carlo Galetti, ciclista su strada e pistard italiano (n. 1882)
- 1949 - Louisa Jane Grey, nobildonna inglese (n. 1855)
- 1949 - Francesco Pasinetti, critico cinematografico, sceneggiatore e regista italiano (n. 1911)
- 1949 - Sigfrid Öberg, hockeista su ghiaccio svedese (n. 1907)
- 1950 - Edward Jeffries, politico statunitense (n. 1900)
- 1950 - Allan Murnane, attore statunitense (n. 1882)
- 1950 - Adolf Wiklund, compositore e direttore d'orchestra svedese (n. 1879)
- 1951 - Simon Barer, pianista ucraino (n. 1896)
- 1951 - Aleksandr Abramovič Krejn, compositore e insegnante russo (n. 1883)
- 1951 - Michail Fëdorovič Vladimirskij, politico russo (n. 1874)
- 1952 - Eduardo Baccari, militare, diplomatico e medico italiano (n. 1871)
- 1952 - François Denhaut, ingegnere e aviatore francese (n. 1877)
- 1952 - Bernard Lyot, astronomo francese (n. 1897)
- 1952 - Ferenc Molnár, scrittore, drammaturgo e giornalista ungherese (n. 1878)
- 1952 - Attilio Momigliano, critico letterario italiano (n. 1883)
- 1953 - Frederik Fuglsang, direttore della fotografia danese (n. 1887)
- 1953 - Hugo Sperrle, generale tedesco (n. 1885)
- 1954 - Francesco Abbadessa, scacchista italiano (n. 1869)
- 1954 - Maud Barger-Wallach, tennista statunitense (n. 1870)
- 1954 - Mario Pellegrini, ammiraglio italiano (n. 1880)
- 1954 - George Blaine Schwabe, politico e avvocato statunitense (n. 1886)
- 1956 - Kōtarō Takamura, scultore e poeta giapponese (n. 1883)
- 1956 - Filippo de Pisis, pittore e scrittore italiano (n. 1896)
- 1957 - Nina E. Allender, attivista e artista statunitense (n. 1873)
- 1957 - Louis Martin, pallanuotista e nuotatore francese (n. 1875)
- 1958 - Tudor Davies, tenore gallese (n. 1892)
- 1958 - Willie Maley, allenatore di calcio e calciatore scozzese (n. 1868)
- 1958 - Raniero Nicolai, poeta italiano (n. 1893)
- 1958 - Jōsei Toda, educatore, editore e attivista giapponese (n. 1900)
- 1959 - Mykola Čarnec'kyj, vescovo cattolico ucraino (n. 1884)
- 1959 - Benjamin Christensen, regista, attore e cantante danese (n. 1879)
- 1959 - Franco Silvestri, musicista italiano (n. 1893)
- 1960 - Evelyn FitzMaurice, nobildonna inglese (n. 1870)
- 1961 - Vindizio Nodari Pesenti, pittore e scultore italiano (n. 1879)
- 1962 - Hermann Geiger, farmacista e imprenditore svizzero (n. 1870)
- 1962 - Otto Haesler, architetto tedesco (n. 1880)
- 1962 - Ananda Samarakoon, compositore e musicista singalese (n. 1911)
- 1964 - Viola Barry, attrice statunitense (n. 1894)
- 1964 - Francesco Manzo, politico italiano (n. 1900)
- 1964 - Ernesto Matozzi, calciatore argentino (n. 1895)
- 1964 - Rafael Sánchez-Guerra, politico e giornalista spagnolo (n. 1897)
- 1964 - Reinhard Wagner, ginnasta e multiplista statunitense (n. 1876)
- 1965 - Giorgio Agnelli, imprenditore italiano (n. 1929)
- 1965 - Renzo Rinaldo Bossi, compositore italiano (n. 1883)
- 1965 - Rodolfo De Angelis, cantautore, drammaturgo e attore teatrale italiano (n. 1893)
- 1965 - Krishna Kumarsinhji Bhavsinhji, principe e politico indiano (n. 1912)
- 1965 - Luigi Medici, avvocato, poeta e storico della letteratura italiano (n. 1888)
- 1965 - Trijntje van Heerde, olandese (n. 1896)
- 1966 - Marian Ainslee, sceneggiatrice statunitense (n. 1896)
- 1966 - Cecil Scott Forester, scrittore e drammaturgo inglese (n. 1899)
- 1966 - Spiros Melàs, drammaturgo, regista teatrale e giornalista greco (n. 1882)
- 1967 - Laura Alvarado Cardozo, religiosa venezuelana (n. 1875)
- 1967 - Nicola Ciletti, pittore italiano (n. 1883)
- 1967 - Victor A. Gangelin, scenografo statunitense (n. 1899)
- 1968 - Federico Amoroso, generale italiano (n. 1891)
- 1968 - Pio Caimmi, ciclista su strada italiano (n. 1905)
- 1968 - Moses Levy, pittore italiano (n. 1885)
- 1968 - Paride Pelli, avvocato e politico italiano (n. 1910)
- 1968 - Alessandro Terracini, matematico italiano (n. 1889)
- 1969 - Fortunio Bonanova, baritono e attore spagnolo (n. 1895)
- 1969 - Hans Wilhelm Hagen, giornalista e storico dell'arte tedesco (n. 1907)
- 1969 - Antoni Naumczyk, religioso statunitense (n. 1925)
- 1969 - Boris Sergeevič Stečkin, ingegnere aeronautico sovietico (n. 1891)
- 1970 - Lew Beck, cestista statunitense (n. 1922)
- 1970 - Carla Ronci, personalità religiosa italiana (n. 1936)
- 1972 - Franz Halder, generale tedesco (n. 1884)
- 1973 - Jascha Horenstein, direttore d'orchestra statunitense (n. 1898)
- 1973 - Joseph-Charles Lefèbvre, cardinale e arcivescovo cattolico francese (n. 1892)
- 1973 - Marcia Manon, attrice francese (n. 1896)
- 1974 - Douglass Dumbrille, attore canadese (n. 1889)
- 1974 - Wilhelm Hansen, calciatore norvegese (n. 1895)
- 1974 - Bob Livingston, hockeista su ghiaccio statunitense (n. 1908)
- 1974 - Georges Pompidou, politico francese (n. 1911)
- 1975 - Dong Biwu, politico cinese (n. 1886)
- 1975 - Alfred Schmitt, astronomo francese (n. 1907)
- 1975 - Piet van der Velden, pallanuotista olandese (n. 1899)
- 1976 - Taos Amrouche, scrittrice e cantante berbera (n. 1913)
- 1976 - Carlo Grano, cardinale italiano (n. 1887)
- 1976 - Rolando Quadri, giurista italiano (n. 1907)
- 1976 - Ray Teal, attore statunitense (n. 1902)
- 1977 - Carlo Colonna di Paliano, politico italiano (n. 1901)
- 1977 - Oscar Olstad, ginnasta norvegese (n. 1887)
- 1978 - Willi Kaidel, canottiere tedesco (n. 1912)
- 1978 - Franco Pinna, fotografo italiano (n. 1925)
- 1979 - Leo Trovati, calciatore italiano (n. 1912)
- 1980 - Edmund Burns, attore statunitense (n. 1892)
- 1980 - Pascual De Rogatis, musicista e compositore italiano (n. 1880)
- 1982 - Rolando Anzilotti, critico letterario, politico e partigiano italiano (n. 1919)
- 1982 - Giuseppe Avondo Bodino, matematico italiano (n. 1920)
- 1982 - Sam Coslow, paroliere, compositore e editore statunitense (n. 1902)
- 1982 - Pedro Giachino, militare argentino (n. 1947)
- 1982 - Éva Kun, schermitrice ungherese (n. 1917)
- 1982 - Max de Vaucorbeil, regista francese (n. 1901)
- 1983 - Chang Dai-chien, pittore cinese (n. 1899)
- 1983 - Clara Nunes, cantante brasiliana (n. 1942)
- 1983 - Dina Perbellini, attrice e doppiatrice italiana (n. 1901)
- 1984 - Recha Freier, attivista tedesca (n. 1892)
- 1984 - Mario Pretto, calciatore e allenatore di calcio italiano (n. 1915)
- 1984 - Sunao Sonoda, militare e politico giapponese (n. 1913)
- 1984 - Ernst van Aaken, medico e allenatore di atletica leggera tedesco (n. 1910)
- 1985 - Doris Fitton, attrice e regista teatrale australiana (n. 1897)
- 1985 - Barbara Rizzo, italiana (n. 1955)
- 1985 - William Stevenson, avvocato, ambasciatore e velocista statunitense (n. 1900)
- 1986 - Gerald Goddard, pallanuotista sudafricano (n. 1920)
- 1986 - Jack Manning, fumettista e animatore statunitense (n. 1920)
- 1986 - Eduardo Notari, attore italiano (n. 1903)
- 1987 - Bruno Artuso, calciatore e allenatore di calcio italiano (n. 1923)
- 1987 - Henri Cochet, tennista francese (n. 1901)
- 1987 - Buddy Rich, batterista statunitense (n. 1917)
- 1987 - Elie Rous, allenatore di calcio inglese (n. 1909)
- 1987 - Harry Watt, regista statunitense (n. 1906)
- 1987 - Vittorio de Miro d'Aieta, educatore e politico italiano (n. 1918)
- 1988 - Jenő Barcsay, pittore ungherese (n. 1900)
- 1988 - Paolo Milano, critico letterario e giornalista italiano (n. 1904)
- 1988 - Anthony Pelissier, regista e sceneggiatore inglese (n. 1912)
- 1988 - Vernon Wallace Thomson, politico e avvocato statunitense (n. 1905)
- 1989 - Inez Clare Verdoorn, botanica sudafricana (n. 1896)
- 1990 - Aldo Fabrizi, attore, regista e sceneggiatore italiano (n. 1905)
- 1991 - Gisa Geert, coreografa e attrice austriaca (n. 1900)
- 1991 - Ken Gunning, cestista e allenatore di pallacanestro statunitense (n. 1914)
- 1991 - António Reis, regista, attore e poeta portoghese (n. 1927)
- 1992 - Nugzar Asatiani, schermidore sovietico (n. 1937)
- 1992 - Juan Gómez González, allenatore di calcio e calciatore spagnolo (n. 1954)
- 1992 - Hjalmar Karlsson, velista svedese (n. 1906)
- 1992 - Brian Shaw, ballerino britannico (n. 1928)
- 1992 - Gabriel Tiacoh, velocista ivoriano (n. 1963)
- 1992 - Tomisaburō Wakayama, attore giapponese (n. 1929)
- 1993 - Masaichi Niimi, ammiraglio giapponese (n. 1887)
- 1993 - Ugo Rivoli, generale e aviatore italiano (n. 1911)
- 1993 - Thales Monteiro, cestista brasiliano (n. 1925)
- 1994 - Irene Baker, politica statunitense (n. 1901)
- 1994 - Alessandro Ferraù, giornalista e sceneggiatore italiano (n. 1913)
- 1994 - Betty Furness, attrice statunitense (n. 1916)
- 1994 - Claude Guillemin, mineralogista francese (n. 1923)
- 1994 - Edward Vissers, ciclista su strada belga (n. 1912)
- 1995 - Hannes Alfvén, fisico svedese (n. 1908)
- 1995 - Henri Guérin, calciatore e allenatore di calcio francese (n. 1921)
- 1995 - Julius Hemphill, sassofonista e compositore statunitense (n. 1938)
- 1996 - Mauro Tognoni, politico e sindacalista italiano (n. 1924)
- 1997 - Reg Lewis, calciatore inglese (n. 1920)
- 1997 - David Shahar, scrittore israeliano (n. 1926)
- 1997 - Tomoyuki Tanaka, produttore cinematografico giapponese (n. 1910)
- 1998 - Ronnie Dix, calciatore inglese (n. 1912)
- 1999 - Pietro Augusto Cassina, pittore italiano (n. 1913)
- 2000 - Synnøve Anker Aurdal, artista norvegese (n. 1908)
- 2000 - Tommaso Buscetta, mafioso e collaboratore di giustizia italiano (n. 1928)
- 2000 - Greta Gynt, attrice norvegese (n. 1916)
- 2000 - Livio Paladin, giurista e politico italiano (n. 1933)
- 2000 - Dante Pignatiello, giornalista italiano (n. 1924)
- 2000 - Slava Zupančič, sciatrice alpina slovena (n. 1931)

## XXI secolo(158)
- 2002 - Herbert A. Cahn, numismatico e archeologo tedesco (n. 1915)
- 2002 - Ike Clarke, allenatore di calcio e calciatore inglese (n. 1915)
- 2002 - Lorenzo Gestri, politico e storico italiano (n. 1943)
- 2002 - Jack Kruschen, attore canadese (n. 1922)
- 2002 - John Robinson Pierce, ingegnere e scrittore di fantascienza statunitense (n. 1910)
- 2002 - Biagio Pinto, politico e medico italiano (n. 1910)
- 2002 - Ernst Stojaspal, calciatore austriaco (n. 1925)
- 2002 - Shigeo Sugimoto, calciatore giapponese (n. 1926)
- 2003 - Huguette Delavault, matematica e attivista francese (n. 1924)
- 2003 - Michael Wayne, produttore cinematografico e attore statunitense (n. 1934)
- 2003 - György Révész, regista e sceneggiatore ungherese (n. 1927)
- 2003 - Edwin Starr, cantante statunitense (n. 1942)
- 2003 - Sékou Touré, calciatore ivoriano (n. 1934)
- 2004 - Duilio De Pieri, ciclista su strada italiano (n. 1931)
- 2004 - Pasquale De Simone, politico italiano (n. 1924)
- 2004 - Aurelio Santagostino, calciatore italiano (n. 1928)
- 2004 - Chaïbia Talal, pittrice marocchina (n. 1929)
- 2004 - John Taras, danzatore e coreografo statunitense (n. 1919)
- 2005 - Stanislas Breton, filosofo e teologo francese (n. 1912)
- 2005 - Antonino Buttafuoco, politico italiano (n. 1923)
- 2005 - Robert Creeley, poeta statunitense (n. 1926)
- 2005 - Philémon De Meersman, ciclista su strada belga (n. 1914)
- 2005 - Papa Giovanni Paolo II, papa, arcivescovo cattolico e santo polacco (n. 1920)
- 2005 - Jacques Rabemananjara, scrittore e politico malgascio (n. 1913)
- 2006 - Mike Cuozzo, sassofonista statunitense (n. 1925)
- 2006 - Vincenzo Del Vecchio, calciatore italiano (n. 1966)
- 2006 - Ester Meneghello, velocista italiana (n. 1920)
- 2006 - Nina von Stauffenberg, tedesca (n. 1913)
- 2006 - Domenico Valori, politico italiano (n. 1932)
- 2007 - Satymkul Džumanazarov, maratoneta sovietico (n. 1951)
- 2007 - Henry Lee Giclas, astronomo statunitense (n. 1910)
- 2007 - Božin Laskov, calciatore bulgaro (n. 1922)
- 2007 - Žarko Petrović, pallavolista e dirigente sportivo serbo (n. 1964)
- 2007 - Tadjou Salou, calciatore togolese (n. 1974)
- 2007 - George Sewell, attore britannico (n. 1924)
- 2007 - Francesco Saverio Toppi, arcivescovo cattolico italiano (n. 1925)
- 2007 - Livio Vacchini, architetto svizzero (n. 1933)
- 2008 - Jacques Berthier, attore e doppiatore francese (n. 1916)
- 2008 - Goffredo Canino, generale italiano (n. 1931)
- 2008 - Ivan Firotto, calciatore italiano (n. 1935)
- 2008 - Isidoro Quaglio, rugbista a 15, allenatore di rugby a 15 e canottiere italiano (n. 1942)
- 2008 - Harry Webster, calciatore inglese (n. 1930)
- 2009 - Bud Shank, sassofonista e flautista statunitense (n. 1926)
- 2009 - Per-Alvar Magnusson, nuotatore svedese (n. 1958)
- 2009 - Bill McCadney, cestista portoricano (n. 1935)
- 2009 - Gladstone Ofori, calciatore ghanese (n. 1943)
- 2009 - Víctor Hugo Ávalos, calciatore paraguaiano (n. 1971)
- 2010 - Renzo Bonazzi, politico italiano (n. 1925)
- 2010 - Chris Kanyon, wrestler statunitense (n. 1970)
- 2010 - Per Lyngemark, pistard danese (n. 1941)
- 2010 - Gregorio Napoli, critico cinematografico e giornalista italiano (n. 1934)
- 2010 - Mike Zwerin, trombonista, trombettista e scrittore statunitense (n. 1930)
- 2011 - Larry Finch, cestista e allenatore di pallacanestro statunitense (n. 1951)
- 2011 - Gina Labriola, scrittrice e pittrice italiana (n. 1931)
- 2011 - Romeo Venturelli, ciclista su strada italiano (n. 1938)
- 2012 - Rosario Bentivegna, partigiano italiano (n. 1922)
- 2012 - Eugenio Castigliano, tennista italiano (n. 1946)
- 2012 - Elizabeth Catlett, scultrice messicana (n. 1915)
- 2012 - Jim Delaney, pesista statunitense (n. 1921)
- 2012 - Anatolij Vasil'evič Ivanov, percussionista, compositore e direttore d'orchestra russo (n. 1934)
- 2012 - Neslişah Sultan, principessa ottomana (n. 1921)
- 2012 - Samia Yusuf Omar, velocista somala (n. 1991)
- 2013 - Fred, fumettista francese (n. 1931)
- 2013 - Jesús Franco, regista, sceneggiatore e attore spagnolo (n. 1930)
- 2013 - Franco Galbiati, velocista italiano (n. 1938)
- 2013 - Mario Maggi, storico italiano (n. 1924)
- 2013 - Milo O'Shea, attore irlandese (n. 1926)
- 2013 - Maria Redaelli, supercentenaria italiana (n. 1899)
- 2013 - Umberto Scapagnini, medico e politico italiano (n. 1941)
- 2013 - Ugo Vetere, politico italiano (n. 1924)
- 2013 - Élisabeth de Gaulle, francese (n. 1924)
- 2014 - Everett De Roche, sceneggiatore statunitense (n. 1946)
- 2014 - Alfred Niepieklo, calciatore tedesco (n. 1927)
- 2014 - Urs Widmer, scrittore e traduttore svizzero (n. 1938)
- 2015 - Luis Delgado Aparicio, politico peruviano (n. 1940)
- 2015 - Per Vilhelm Brüel, fisico e imprenditore danese (n. 1915)
- 2015 - Wally Cassell, attore italiano (n. 1912)
- 2015 - Adolfo Lubnicki, cestista argentino (n. 1933)
- 2015 - Hayley Okines, attivista britannica (n. 1997)
- 2015 - Giampiero Rubei, imprenditore e direttore artistico italiano (n. 1940)
- 2015 - Alberto Ricardo da Silva, vescovo cattolico est-timorese (n. 1943)
- 2015 - Steve Stevaert, politico belga (n. 1954)
- 2015 - Tom Towles, attore statunitense (n. 1950)
- 2015 - Manoel de Oliveira, regista e sceneggiatore portoghese (n. 1908)
- 2016 - Robert Alexander Abajyan, militare armeno (n. 1996)
- 2016 - Gato Barbieri, sassofonista e compositore argentino (n. 1932)
- 2016 - Don Beery, cestista statunitense (n. 1920)
- 2016 - Arnaldo Cavallari, pilota automobilistico e cuoco italiano (n. 1932)
- 2016 - Sergio Ferrari, calciatore italiano (n. 1943)
- 2016 - Gallieno Ferri, fumettista italiano (n. 1929)
- 2016 - Fabrizio Forquet, giornalista italiano (n. 1967)
- 2016 - Valentyn Rudenko, compositore di scacchi e ingegnere ucraino (n. 1938)
- 2016 - László Sárosi, allenatore di calcio e calciatore ungherese (n. 1932)
- 2017 - Ugo Grippo, politico e ingegnere italiano (n. 1932)
- 2017 - Howard Clark Kee, biblista statunitense (n. 1920)
- 2017 - Jacob Ludvigsen, fotografo danese (n. 1947)
- 2018 - Susan Anspach, attrice statunitense (n. 1942)
- 2018 - Alton Ford, cestista statunitense (n. 1981)
- 2018 - Winnie Madikizela-Mandela, politica sudafricana (n. 1936)
- 2018 - Henry A. Millon, storico dell'arte statunitense (n. 1927)
- 2018 - Elie Onana, calciatore camerunese (n. 1951)
- 2018 - Bill Rademacher, giocatore di football americano statunitense (n. 1942)
- 2018 - Fufi Santori, cestista e allenatore di pallacanestro portoricano (n. 1932)
- 2018 - Giorgio Sbrocco, giornalista, rugbista a 15 e allenatore di rugby a 15 italiano (n. 1953)
- 2019 - Susi Berger, designer e artigiana svizzera (n. 1938)
- 2019 - Kim English, cantante statunitense (n. 1970)
- 2019 - Sergio Valdés, calciatore cileno (n. 1935)
- 2019 - Luis Zoff, cestista argentino
- 2020 - Robert Beck, pentatleta e schermidore statunitense (n. 1936)
- 2020 - Gregorio Benito, calciatore spagnolo (n. 1946)
- 2020 - Patricia Bosworth, giornalista, biografa e attrice statunitense (n. 1933)
- 2020 - Antonino Caruso, politico italiano (n. 1950)
- 2020 - Zaccaria Cometti, calciatore e allenatore di calcio italiano (n. 1937)
- 2020 - Andrea Carlo Corazza, calciatore italiano (n. 1923)
- 2020 - D'Arcy Coulson, slittinista canadese (n. 1936)
- 2020 - Oskar Fischer, politico tedesco-orientale (n. 1923)
- 2020 - William Frankland, immunologo britannico (n. 1912)
- 2020 - Juan Giménez, fumettista e illustratore argentino (n. 1943)
- 2020 - Giampiero Grevi, calciatore e allenatore di calcio italiano (n. 1936)
- 2020 - João Marcos, calciatore brasiliano (n. 1953)
- 2020 - Antonio Livi, teologo e filosofo italiano (n. 1938)
- 2020 - Luigi Novelli, brigatista italiano (n. 1953)
- 2020 - Gaetano Rebecchini, ingegnere, giornalista e politico italiano (n. 1924)
- 2020 - Arnold Sowinski, allenatore di calcio e calciatore francese (n. 1931)
- 2020 - Keizō Yamada, maratoneta giapponese (n. 1927)
- 2021 - Valentin Afonin, allenatore di calcio e calciatore sovietico (n. 1939)
- 2021 - Simon Bainbridge, compositore e docente britannico (n. 1952)
- 2021 - Arthur Kopit, drammaturgo e sceneggiatore statunitense (n. 1937)
- 2021 - Gabi Luncă, cantante rumena (n. 1938)
- 2021 - Benito Orgiana, politico italiano (n. 1938)
- 2021 - Bernard Vallée, schermidore francese (n. 1945)
- 2021 - Domenico Ventura, pittore italiano (n. 1942)
- 2022 - Estelle Harris, attrice e doppiatrice statunitense (n. 1928)
- 2022 - Javier Imbroda, allenatore di pallacanestro e politico spagnolo (n. 1961)
- 2022 - Silvio Longobucco, calciatore italiano (n. 1951)
- 2022 - Leonel Sánchez, calciatore e allenatore di calcio cileno (n. 1936)
- 2023 - Domenico Cecere, calciatore italiano (n. 1972)
- 2023 - Paolo Ciofi, politico, economista e saggista italiano (n. 1935)
- 2023 - Greg Francis, cestista e allenatore di pallacanestro canadese (n. 1974)
- 2023 - Butch Miller, wrestler neozelandese (n. 1944)
- 2023 - Veronika Petrovici, chirurga rumena (n. 1934)
- 2023 - Gino Raffin, calciatore e allenatore di calcio italiano (n. 1936)
- 2023 - Seymour Stein, produttore discografico statunitense (n. 1942)
- 2024 - Jerry Abbott, cantautore e produttore discografico statunitense (n. 1942)
- 2024 - John Barth, scrittore statunitense (n. 1930)
- 2024 - Eugenio Bozzello Verole, politico italiano (n. 1928)
- 2024 - Chang Chao-Tang, fotografo e regista taiwanese (n. 1943)
- 2024 - Maryse Condé, scrittrice e giornalista francese (n. 1934)
- 2024 - Christopher Durang, attore, drammaturgo e sceneggiatore statunitense (n. 1949)
- 2024 - Göran Hagberg, calciatore svedese (n. 1947)
- 2024 - Tat'jana Konjuchova, attrice sovietica (n. 1931)
- 2024 - Gerhard Lohfink, teologo, filosofo e religioso tedesco (n. 1934)
- 2024 - Juan Vicente Pérez Mora, supercentenario venezuelano (n. 1909)
- 2024 - John Sinclair, poeta, attivista e cantante statunitense (n. 1941)
- 2024 - Notker Wolf, abate e musicista tedesco (n. 1940)
- 2025 - Natal'ja Vadimovna Nazarova, attrice e regista russa (n. 1969)
- 2025 - Khamtai Siphandon, politico, patriota e rivoluzionario laotiano (n. 1924)
- 2025 - Franklin Stahl, biochimico e genetista statunitense (n. 1929)